# 弗雷堡

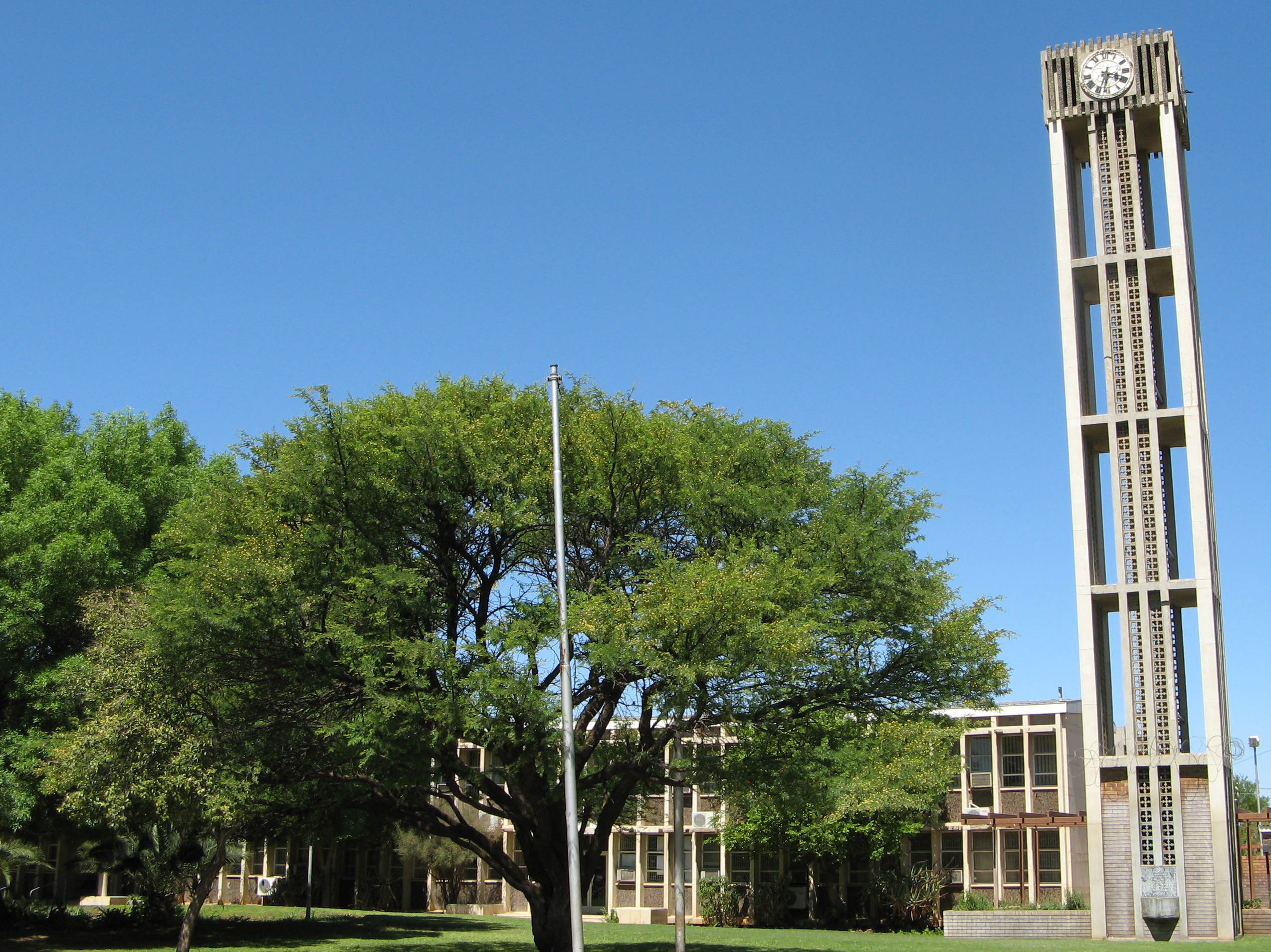
弗雷堡

弗雷堡是南非西北省的城鎮，位於該國北部，面積64.13平方公里，海拔高度1,234米，2001年人口14,601，人口密度每平方公里230人。

## 外部連結
- Vryburg.com Online Portal
- Tiger Kloof Educational Institute （页面存档备份，存于）
- Onderstepoort Veterinary Institute